# 张喜刚
张喜刚（1962年3月—），河南许昌人，中国桥梁工程专家，教授级高级工程师，全国工程设计大师，中国共产党党员，苏通大桥总设计师。现任中国交通建设股份有限公司总工程师和技术中心主任、公路长大桥建设国家工程研究中心主任和首席专家。2019年当选中国工程院院士。

## 生平
1983年毕业于同济大学桥梁工程系。1998年获得国务院政府特殊津贴。曾任中交公路规划设计院有限公司主任工程师、副总工程师、总工程师、董事长兼总经理。

## 参与工程
- 苏通长江公路大桥
- 武汉军山长江大桥
- 润扬长江大桥
- 杭州湾跨海大桥

## 头衔
- 国际桥梁协会委员
- 中国公路学会副理事长及桥梁和结构工程分会理事长
- 中国公路学会计算机应用学会副理事长
- 中国公路学会青年专家委员会委员
- 茅以升科技教育基金会副主任及桥梁委员会主任
- 中国土木工程学会桥梁与结构工程学会常务理事
- 交通部公路工程设计评标专家
- 交通部公路工程施工评标专家[3]

## 荣誉
- 作为第一发明人获12项发明专利
- 主编7部专著和6部标准规范
- 获国家科学技术进步奖一等奖2项、二等奖1项，省部级科学技术进步奖特等奖7项
- 获全国优秀工程设计金奖1项、银奖2项
- “十佳感动中国工程设计大奖”
- 获美国土木工程师学会(ASCE)“杰出土木工程成就奖”
- 获国际桥梁大会(IBC)最高奖“乔治·理查德森奖”
- 获国际咨询工程师联合会(FIDIC)“百年重大土木工程项目杰出奖”(全球共10项)
- FIDIC“百年优秀咨询工程师”(全球共6人)
- 首届“十佳全国优秀科技工作者”和“全国创新争先奖”
- 获“交通运输行业十佳科技杰出成就奖”[4]